# سو سیتی (فیلم)
«سو سیتی» (انگلیسی: Sioux City (film)) فیلمی در ژانر مرموز به کارگردانی لو دایموند فیلیپس است که در سال ۱۹۹۴ منتشر شد. از بازیگران آن می‌توان به لو دایموند فیلیپس، سالی ریچاردسن، بیل آلن، گری فارمر، و جان دای اشاره کرد.